# Saison 2023 de l'équipe cycliste Intermarché-Circus-Wanty
La saison 2023 de l'équipe cycliste Intermarché-Circus-Wanty est la seizième de cette équipe.

## Coureurs et encadrement technique

### Effectif
| Coureur             | Date de Nais.     | Nationalité      | Équipe en 2022                     | Vict. | Cont.             | Maillot dist.      |
| ------------------- | ----------------- | ---------------- | ---------------------------------- | ----- | ----------------- | ------------------ |
| Niccolò Bonifazio   | 29 octobre 1993   | Italie           | TotalEnergies                      | 1     | 01/2023 - 12/2023 |                    |
| Sven Erik Bystrøm   | 21 janvier 1992   | Norvège          | Intermarché-Wanty-Gobert Matériaux | 0     | 01/2022 - 12/2023 |                    |
| Lilian Calmejane    | 6 décembre 1992   | France           | AG2R Citroën                       | 0     | 01/2023 - 12/2024 |                    |
| Rui Costa           | 5 octobre 1986    | Portugal         | UAE Emirates                       | 5     | 01/2023 - 12/2023 |                    |
| Aimé De Gendt       | 17 juillet 1994   | Belgique         | Intermarché-Wanty-Gobert Matériaux | 0     | 01/2019 - 12/2023 |                    |
| Dries De Pooter     | 8 novembre 2002   | Belgique         | Hagens Berman Axeon                | 0     | 01/2023 - 12/2024 |                    |
| Biniam Girmay       | 2 avril 2000      | Érythrée         | Intermarché-Wanty-Gobert Matériaux | 2     | 08/2021 - 12/2026 |                    |
| Kobe Goossens       | 29 avril 1996     | Belgique         | Intermarché-Wanty-Gobert Matériaux | 2     | 01/2022 - 12/2025 |                    |
| Rune Herregodts     | 27 juillet 1998   | Belgique         | Sport Vlaanderen-Baloise           | 0     | 01/2023 - 12/2024 |                    |
| Laurens Huys        | 24 septembre 1998 | Belgique         | Intermarché-Wanty-Gobert Matériaux | 0     | 01/2022 - 12/2023 |                    |
| Julius Johansen     | 13 septembre 1999 | Danemark         | Intermarché-Wanty-Gobert Matériaux | 0     | 01/2022 - 12/2023 |                    |
| Arne Marit          | 21 janvier 1999   | Belgique         | Sport Vlaanderen-Baloise           | 0     | 01/2023 - 12/2024 |                    |
| Louis Meintjes      | 21 février 1992   | Afrique du Sud   | Intermarché-Wanty-Gobert Matériaux | 0     | 01/2021 - 12/2025 |                    |
| Madis Mihkels       | 31 mai 2003       | Estonie          | Ampler Development Team            | 1     | 01/2023 - 12/2024 |                    |
| Hugo Page           | 24 juillet 2001   | France           | Intermarché-Wanty-Gobert Matériaux | 1     | 01/2022 - 12/2025 |                    |
| Tom Paquot          | 22 septembre 1999 | Belgique         | Bingoal Pauwels Sauces WB          | 0     | 01/2023 - 12/2024 |                    |
| Simone Petilli      | 4 mai 1993        | Italie           | Intermarché-Wanty-Gobert Matériaux | 0     | 01/2020 - 12/2025 |                    |
| Adrien Petit        | 26 septembre 1990 | France           | Intermarché-Wanty-Gobert Matériaux | 0     | 01/2022 - 12/2025 |                    |
| Baptiste Planckaert | 28 septembre 1988 | Belgique         | Intermarché-Wanty-Gobert Matériaux | 0     | 01/2021 - 12/2024 |                    |
| Laurenz Rex         | 15 décembre 1999  | Belgique         | Bingoal Pauwels Sauces WB          | 1     | 01/2023 - 12/2026 |                    |
| Lorenzo Rota        | 23 mai 1995       | Italie           | Intermarché-Wanty-Gobert Matériaux | 0     | 01/2021 - 12/2024 |                    |
| Dion Smith          | 3 mars 1993       | Nouvelle-Zélande | BikeExchange                       | 0     | 01/2023 - 12/2024 |                    |
| Rein Taaramäe       | 24 avril 1987     | Estonie          | Intermarché-Wanty-Gobert Matériaux | 1     | 01/2021 - 12/2024 | - Contre-la-montre |
| Mike Teunissen      | 25 août 1992      | Pays-Bas         | Jumbo-Visma                        | 2     | 01/2023 - 12/2024 |                    |
| Gerben Thijssen     | 21 juin 1998      | Belgique         | Intermarché-Wanty-Gobert Matériaux | 4     | 01/2022 - 12/2025 |                    |
| Taco van der Hoorn  | 4 décembre 1993   | Pays-Bas         | Intermarché-Wanty-Gobert Matériaux | 0     | 01/2021 - 12/2024 |                    |
| Boy van Poppel      | 18 janvier 1988   | Pays-Bas         | Intermarché-Wanty-Gobert Matériaux | 0     | 01/2020 - 12/2024 |                    |
| Loïc Vliegen        | 20 décembre 1993  | Belgique         | Intermarché-Wanty-Gobert Matériaux | 0     | 01/2019 - 12/2023 |                    |
| Georg Zimmermann    | 11 octobre 1997   | Allemagne        | Intermarché-Wanty-Gobert Matériaux | 1     | 01/2021 - 12/2024 |                    |

## Champions nationaux, continentaux et mondiaux
| Date         | Course                                    | Maillot | Coureurs      | Pays    | Lieu     |
| ------------ | ----------------------------------------- | ------- | ------------- | ------- | -------- |
| 20 juin 2023 | Championnat d'Estonie du contre-la-montre |         | Rein Taaramäe | Estonie | Viljandi |

## Classement UCI par équipes
Le classement UCI par équipes se calcule en comptabilisant les points des 20 meilleurs coureurs de l'équipe. Ce classement est calculé avec les points acquis lors de l'année civile. Au terme d'une période de trois ans (2023-2025), les dix-huit meilleures équipes recevront une licence World Tour pour la prochaine période (2026-2028).
| Classement UCI (par équipes) au 17 octobre 2023. | Classement UCI (par équipes) au 17 octobre 2023. | Classement UCI (par équipes) au 17 octobre 2023. | Classement UCI (par équipes) au 17 octobre 2023. | Classement UCI (par équipes) au 17 octobre 2023. |
| #                                                | Pays                                             | Pts. 2023                                        | Diff.                                            |                                                  |
| ------------------------------------------------ | ------------------------------------------------ | ------------------------------------------------ | ------------------------------------------------ | ------------------------------------------------ |
| 1                                                | UAE Team Emirates                                | 30963,18                                         | -                                                |                                                  |
| 2                                                | Jumbo-Visma                                      | 29654,45                                         | 1303,73                                          |                                                  |
| 3                                                | Soudal Quick-Step                                | 18702,85                                         | 10951,60                                         |                                                  |
| 4                                                | Ineos Grenadiers                                 | 17760,93                                         | 941,92                                           |                                                  |
| 5                                                | Lidl-Trek                                        | 16054,45                                         | 1706,48                                          |                                                  |
| 6                                                | Bahrain Victorious                               | 15787,81                                         | 266,64                                           |                                                  |
| 7                                                | Groupama-FDJ                                     | 14834,51                                         | 953,30                                           |                                                  |
| 8                                                | Alpecin-Deceuninck                               | 14519,25                                         | 315,26                                           |                                                  |
| 9                                                | Lotto Dstny                                      | 14112,83                                         | 406,42                                           |                                                  |
| 10                                               | Bora-Hansgrohe                                   | 13325,13                                         | 787,45                                           |                                                  |
| 11                                               | EF Education-EasyPost                            | 11818,69                                         | 1506,44                                          |                                                  |
| 12                                               | Movistar                                         | 10989,53                                         | 829,16                                           |                                                  |
| 13                                               | Team Jayco AlUla                                 | 10737,65                                         | 251,88                                           |                                                  |
| 14                                               | Intermarché-Circus-Wanty                         | 10492,28                                         | 245,37                                           |                                                  |
| 15                                               | Cofidis                                          | 10437,41                                         | 54,87                                            |                                                  |
| 16                                               | Israel-Premier Tech                              | 10022,00                                         | 415,41                                           |                                                  |
| 17                                               | DSM-Firmenich                                    | 9102,20                                          | 919,80                                           |                                                  |
| 18                                               | AG2R Citroën                                     | 9096,00                                          | 6,20                                             |                                                  |
| 19                                               | Team Arkéa-Samsic                                | 7229,00                                          | 1867,00                                          |                                                  |
| 20                                               | Astana Qazaqstan                                 | 7044,44                                          | 184,56                                           |                                                  |
| 21                                               | Uno-X Pro                                        | 6569,00                                          | 478,44                                           |                                                  |
| 22                                               | TotalEnergies                                    | 5765,00                                          | 804,00                                           |                                                  |

| Liste des vingt coureurs marquant des points pour le classement UCI par équipes 2023. | Liste des vingt coureurs marquant des points pour le classement UCI par équipes 2023. | Liste des vingt coureurs marquant des points pour le classement UCI par équipes 2023. |
| #                                                                                     | Coureur                                                                               | Points                                                                                |
| ------------------------------------------------------------------------------------- | ------------------------------------------------------------------------------------- | ------------------------------------------------------------------------------------- |
| 1                                                                                     | Rui Costa                                                                             | 1634,88                                                                               |
| 2                                                                                     | Gerben Thijssen                                                                       | 1210,00                                                                               |
| 3                                                                                     | Lorenzo Rota                                                                          | 984,00                                                                                |
| 4                                                                                     | Georg Zimmermann                                                                      | 852,00                                                                                |
| 5                                                                                     | Biniam Girmay                                                                         | 793,00                                                                                |
| 6                                                                                     | Mike Teunissen                                                                        | 751,00                                                                                |
| 7                                                                                     | Hugo Page                                                                             | 611,88                                                                                |
| 8                                                                                     | Kobe Goossens                                                                         | 482,88                                                                                |
| 9                                                                                     | Arne Marit                                                                            | 478,00                                                                                |
| 10                                                                                    | Sven Erik Bystrøm                                                                     | 385,00                                                                                |
| 11                                                                                    | Louis Meintjes                                                                        | 334,00                                                                                |
| 12                                                                                    | Laurenz Rex                                                                           | 311,00                                                                                |
| 13                                                                                    | Rune Herregodts                                                                       | 284,88                                                                                |
| 14                                                                                    | Lilian Calmejane                                                                      | 260,00                                                                                |
| 15                                                                                    | Madis Mihkels                                                                         | 247,00                                                                                |
| 16                                                                                    | Rein Taaramäe                                                                         | 233,88                                                                                |
| 17                                                                                    | Simone Petilli                                                                        | 171,88                                                                                |
| 18                                                                                    | Dion Smith                                                                            | 163,00                                                                                |
| 19                                                                                    | Niccolò Bonifazio                                                                     | 154,00                                                                                |
| 20                                                                                    | Taco van der Hoorn                                                                    | 150,00                                                                                |
| TOTAL                                                                                 | TOTAL                                                                                 | 10492,28                                                                              |

## Classement UCI individuel en fin de saison
| 38  | Rui Costa         | 1634,88 |
| 60  | Gerben Thijssen   | 1210,00 |
| 84  | Lorenzo Rota      | 984,00  |
| 104 | Georg Zimmermann  | 852,00  |
| 113 | Biniam Girmay     | 793,00  |
| 117 | Mike Teunissen    | 751,00  |
| 155 | Hugo Page         | 611,88  |
| 185 | Kobe Goossens     | 482,88  |
| 189 | Arne Marit        | 478,00  |
| 241 | Sven Erik Bystrøm | 385,00  |

| 280 | Louis Meintjes     | 334,00 |
| 298 | Laurenz Rex        | 311,00 |
| 319 | Rune Herregodts    | 284,88 |
| 341 | Lilian Calmejane   | 260,00 |
| 353 | Madis Mihkels      | 247,00 |
| 375 | Rein Taaramäe      | 233,88 |
| 489 | Simone Petilli     | 171,88 |
| 503 | Dion Smith         | 163,00 |
| 517 | Niccolò Bonifazio  | 154,00 |
| 526 | Taco van der Hoorn | 150,00 |

| 574  | Laurens Huys        | 136,00 |
| 631  | Loïc Vliegen        | 118,00 |
| 697  | Boy van Poppel      | 101,88 |
| 717  | Aimé De Gendt       | 99,00  |
| 1087 | Julius Johansen     | 51,88  |
| 1249 | Dries De Pooter     | 41,00  |
| 2455 | Tom Paquot          | 5,00   |
| 2701 | Adrien Petit        | 3,00   |
| -    | Baptiste Planckaert | 0,00   |